# Volga (Dakota del Sud)
Volga és una població dels Estats Units a l'estat de Dakota del Sud. Segons el cens del 2000 tenia 1.435 habitants.

## Demografia
Segons el cens del 2000, Volga tenia 1.435 habitants, 571 habitatges, i 413 famílies. La densitat de població era de 719,6 habitants per km².
Dels 571 habitatges en un 37,1% hi vivien nens de menys de 18 anys, en un 61,5% hi vivien parelles casades, en un 8,9% dones solteres, i en un 27,5% no eren unitats familiars. En el 24,7% dels habitatges hi vivien persones soles l'11,2% de les quals corresponia a persones de 65 anys o més que vivien soles. El nombre mitjà de persones vivint en cada habitatge era de 2,51 i el nombre mitjà de persones que vivien en cada família era de 3,03.
Per edats la població es repartia de la següent manera: un 27,9% tenia menys de 18 anys, un 7,8% entre 18 i 24, un 30,8% entre 25 i 44, un 20,7% de 45 a 60 i un 12,8% 65 anys o més.
L'edat mediana era de 34 anys. Per cada 100 dones de 18 o més anys hi havia 90,3 homes.
La renda mediana per habitatge era de 41.818 $ i la renda mediana per família de 51.131 $. Els homes tenien una renda mediana de 31.083 $ mentre que les dones 23.190 $. La renda per capita de la població era de 18.237 $. Entorn del 3,4% de les famílies i el 6,2% de la població estaven per davall del llindar de pobresa.

## Poblacions més properes
El següent diagrama mostra les poblacions més properes.